# Pachymelus unicolor
Pachymelus unicolor là một loài Hymenoptera trong họ Apidae. Loài này được Saussure mô tả khoa học năm 1890.